# Saijaku Teimā wa Gomihiroi no Tabi o Hajimemashita
Saijaku Teimā wa Gomihiroi no Tabi o Hajimemashita (japanisch 最弱テイマーはゴミ拾いの旅を始めました。) ist eine von Honobonoru500 geschaffene Fantasy-Romanreihe, die im Jahr 2018 zunächst als Webroman startete und zwischenzeitlich als Light-Novel- und Mangaserie umgesetzt wurde. Im Jahr 2024 startete zudem eine Anime-Fernsehserie im japanischen Fernsehen. Diese erscheint außerhalb Japans unter dem Titel The Weakest Tamer Began a Journey to Pick Up Trash.
Die Handlung erzählt vom achtjährigen Mädchen Ivy, die von den Göttern mit der Fähigkeit des Monsterzähmers bedacht, deswegen von ihrer Familie verstoßen und schließlich aus ihrem Heimatdorf verjagt wird. Als die hoch angesehene Hellseherin des Dorfes stirbt, wird Ivy dafür verantwortlich gemacht, sodass der Dorfälteste schließlich die Jagd auf das Mädchen befiehlt.

## Handlung
Die achtjährige Ivy, geboren unter dem Namen Femica, lebt in einer Welt, in der die Menschen von den Göttern mit einer besonderen Gabe, welche wiederum mit einer gewissen Seltenheitsstufe versehen ist, versehen werden. Diese Fähigkeiten sind wichtig, um im Erwachsenenalter eine Arbeit nachgehen zu können oder größere Chancen auf einen Platz im Adel zu erhalten.
Ivy wuchs wohlbehütet bei ihrer Familie auf. Kurz vor ihrem fünften Geburtstag, dem Tag, an dem jedem Menschen eine Gabe zuteilwird, besucht die angesehene Hellseherin Louver die Familie und betet, dass Ivy eine gute Gabe erhält. Auch weiß Louver, dass Ivy Erinnerungen an ihr früheres Leben als Japanerin hat und bittet diese, niemandem davon zu erzählen, nicht einmal ihren Eltern. An ihrem fünften Geburtstag erhält Ivy schließlich die Begabung eines Bestienzähmers, allerdings ist sie sternenlos. In der Dorfgemeinschaft werden „sternenlose“ Kinder als Ketzer verachtet, weswegen ihre Familie sie verstößt.
Ivy sucht im nahegelegenen Wald Zuflucht, kann aufgrund ihrer Gabe aber kaum Magie wirken. Die Hellseherin nimmt Ivy bei sich auf und gesteht ihr, dass sie von ihrer Zukunft weiß, nicht aber wie dazu kommen würde. Von ihr erhält Ivy Lehrbücher und eine magische Tasche, die ihr das Überleben in der Welt erleichtern sollen. Louver erklärt, dass sie sich auf eine Reise begeben und einen Ort in der Nähe der Hauptstadt aufsuchen solle, diese aber vorzeitig beenden kann, sofern sie einen sicheren Platz zum Leben gefunden habe. Als die Hellseherin eines Tages an einer Erkältung verstirbt, macht der Dorfvorsteher Ivy dafür verantwortlich und befiehlt, die Gefangennahme des Mädchens.
So ist Ivy auf der Flucht vor ihren einstigen Mitmenschen. Im Laufe ihrer Reise trifft sie auf ein seltenenes Schleimmonster, von dem es heißt, dass es nur eine kurze Lebensspanne habe und der kleinste Windstoß dieses töten könne. Sie freundet sich mit dem Lebewesen an und ihr gelingt es schließlich, ihr erstes Monster zu zähmen. Ivy gibt ihrem Gefährten den Namen Sora und gemeinsam brechen sie auf eine Reise auf.

## Medien

### Webroman und Light-Novel-Reihe
Honobonoru500 startete die Romanreihe auf der Online-Plattform Shōsetsuka ni Narō, wo das erstes Kapitel am 9. August 2018 veröffentlicht wurde. Eine Umsetzung des Webromans als Light-Novel-Reihe wurde mithilfe des japanischen Verlages T.O Books realisiert, wobei Nama die Illustrationen beisteuert. Der erste Romanband wurde am 9. November 2019 in Japan veröffentlicht. Bis Ende des Jahres waren neun Bände in Japan im Umlauf, der zehnte Band erschien am 15. Januar 2024. Der US-amerikanische Verlag Seven Seas Entertainment verlegt die Romane auf Englisch.
| Band | Veröffentlichung (Japanisch) | ISBN (Japanisch)        |
| ---- | ---------------------------- | ----------------------- |
| 1    | 09. November 2019            | ISBN 978-4-86472-876-8. |
| 2    | 10. April 2020               | ISBN 978-4-86472-956-7. |
| 3    | 10. Oktober 2020             | ISBN 978-4-86699-058-3. |
| 4    | 20. April 2021               | ISBN 978-4-86699-199-3. |
| 5    | 20. August 2021              | ISBN 978-4-86699-305-8. |
| 6    | 19. Februar 2022             | ISBN 978-4-86699-455-0. |
| 7    | 20. Juni 2022                | ISBN 978-4-86699-549-6. |
| 8    | 19. November 2022            | ISBN 978-4-86699-633-2. |
| 9    | 10. Juni 2023                | ISBN 978-4-86699-857-2. |
| 10   | 15. Januar 2024              | ISBN 978-4-86794-043-3. |
| 11   | 15. Februar 2024             | ISBN 978-4-86794-077-8. |

### Manga
Eine Umsetzung der Romanserie als Mangareihe wurde durch Tō Fukino gestartet. Wie die Romane, erscheint auch der Manga bei T.O Books, wo die ersten Kapital am 10. Februar 2020 zunächst im Comic Corona publiziert wurden. Bisher wurden sieben Bände im Tankōbon-Format in Japan veröffentlicht (Stand: Januar 2025). Seven Seas Entertainment veröffentlicht den Manga in englischer Sprache, in Südkorea erscheint der Manga als E-Book bei AK Communications.
| Band | Veröffentlichung (Japanisch) | ISBN (Japanisch)        |
| ---- | ---------------------------- | ----------------------- |
| 1    | 15. Juli 2020                | ISBN 978-4-86699-019-4. |
| 2    | 15. April 2021               | ISBN 978-4-86699-197-9. |
| 3    | 15. Februar 2022             | ISBN 978-4-86699-450-5. |
| 4    | 15. November 2022            | ISBN 978-4-86699-635-6. |
| 5    | 15. Juni 2023                | ISBN 978-4-86699-862-6. |
| 6    | 15. Februar 2024             | ISBN 978-4-86794-074-7. |
| 7    | 15. Januar 2025              | ISBN 978-4-86794-413-4. |

Ein Ableger-Manga mit einem Schulsetting startete am 21. November 2022 im Comic Corona. Gezeichnet wird der Manga von Amamori. Der erste Band des Ablegers wurde am 15. Juni 2023 in Japan veröffentlicht.
| Band | Veröffentlichung (Japanisch) | ISBN (Japanisch)        |
| ---- | ---------------------------- | ----------------------- |
| 1    | 15. Juni 2023                | ISBN 978-4-86699-863-3. |
| 2    | 15. Januar 2024              | ISBN 978-4-86794-051-8. |

### Anime-Produktion
Am 11. November des Jahres 2022 wurde die Produktion einer Anime-Fernsehserie offiziell angekündigt. Diese entstand im Studio Massket unter der Regie von Shigeyasu Yamauchi mit Unterstützung von Naoki Horiuchi. Das Drehbuch wurde von Katsuhiko Takayama basierend auf der Romanvorlage geschrieben, während Feng Cheng Hu und Yuki Ikeda das Charakterdesign entwarfen. Die Serienmusik stammt aus der Feder von Kujira Yumemi.
Synchronsprecherin Aina Suzuki, die die Rolle der Ivy spricht, singt mit Hate no Nai Tabi (果てのない旅) das Lied im Vorspann. Tei singt mit because das Lied, welches in der Abspannsequenz zu hören ist. Die Animeserie startete am 12. Januar 2024 im japanischen Fernsehen. Der Streamingdienst Crunchyroll gab am 3. Januar 2024 bekannt, die Serie außerhalb Japans im Simulcast in Originalsprache mit Untertiteln, darunter auch mit deutschen Untertiteln, zu zeigen. Eine deutschsprachige Vertonung startete zeitgleich mit der Ausstrahlung der ersten Episode im OmU als sogenannter „Same-Day Dub“ („fast zeitgleicher Dub“). Die Synchronisation der Dialoge wird unter Velin Marcone (Dialogregie) und Nicole Hise (Dialogbuch) beim Oxygen Sound Studios in Berlin realisiert. Ani-One Asia zeigt den Anime in Südostasien sowie Ozeanien, Australien und Neuseeland ausgenommen.

#### Synchronisation
| Rolle      | Japanische Stimme (Seiyū) | Deutsche Stimme   |
| ---------- | ------------------------- | ----------------- |
| Ivy/Femica | Aina Suzuki b             | Emilia Raschewski |
| Sora       | Mutsumi Tamura b          | Doreaux Zwetkow   |
| Louver     | Fumi Hirano               | N/A               |
| Tablo      | Kanehira Yamamoto         | N/A               |
| Fulfe      | Megumi Toyoguchi          | N/A               |
| Seizerk    | Masaki Terasoma           |                   |
| Rattlore   | Taku Yashiro              |                   |
| Mira       | Marina Inoue              |                   |

## Besprechungen
Die Premiere der Anime-Fernsehserie wurde im Rahmen des Anime-Preview-Guide von mehreren Rezensenten der Anime-Nachrichten-Plattform Anime News Network überwiegend positiv besprochen. Gelobt wurden unter anderem die Herangehensweise, wie die Protagonistin Ivy mit ihrem früheren Ich kommuniziert und wie die Anime-Adaption das Vorlagenmaterial verarbeitet. Lediglich ein Rezensent bewertete den Serienstart negativ.

### Belege
1. ↑  Honobonoru500: 最弱テイマーはゴミ拾いの旅を始めました。 In: Shōsetsuka ni Narō. Abgerufen am 30. Januar 2024 (japanisch).
2. 1 2  「最弱テイマーはゴミ拾いの旅を始めました。」TVアニメ化、ほのぼのる500もワクワク. In: Natalie.mu. 11. November 2022, abgerufen am 30. Januar 2024 (japanisch).
3. 1 2 3  Rafael Antonio Pineda: Seven Seas Licenses The Weakest Tamer Began a Journey to Pick Up Trash Light Novels, Manga. In: Anime News Network. 4. November 2021, abgerufen am 30. Januar 2024 (englisch).
4. ↑  最弱テイマーだったので人生ハードモードと思いきや…コロナで蕗野冬の新連載. In: Natalie.mu. 10. Februar 2020, abgerufen am 30. Januar 2024 (japanisch).
5. ↑  学校に隠れ住む薄幸の少女アイビーを描く「最弱テイマー」スピンオフ1巻. In: Natalie.mu. 15. Juni 2023, abgerufen am 30. Januar 2024 (japanisch).
6. ↑  小説『最弱テイマーはゴミ拾いの旅を始めました。』TVアニメ化決定 ビジュアル公開. In: Oricon. 11. November 2022, abgerufen am 30. Januar 2024 (japanisch).
7. 1 2 3  Rafael Antonio Pineda: The Weakest Tamer Began a Journey to Pick Up Trash Anime Unveils New Visual, January 12 Debut. In: Anime News Network. 13. September 2023, abgerufen am 30. Januar 2024 (englisch).
8. ↑  Rafael Antonio Pineda: The Weakest Tamer Began a Journey to Pick Up Trash Anime’s Video Reveals Cast, Staff, Theme Song Artist, 2024 Debut. In: Anime News Network. 2. Mai 2023, abgerufen am 30. Januar 2024 (englisch).
9. ↑  Alex Mateo: Tei Performs The Weakest Tamer Began a Journey to Pick Up Trash Anime’s Ending Theme Song. In: Anime News Network. 23. Oktober 2023, abgerufen am 30. Januar 2024 (englisch).
10. ↑  Sarah Dumann: Crunchyroll zeigt zwei Winter-Neustarts als Same-Day-Dub. In: Anime2you.de. 13. Januar 2024, abgerufen am 30. Januar 2024.
11. ↑  Dialogbuch & Regie – Dialogbücher (Referenz-Auszug). In: nicole-hise.de. Abgerufen am 30. März 2024: „2024 – The Weakest Tamer (12 Episoden); Serie | Oxygen Sound Studios Berlin | Regie: Velin Marcone“
12. ↑  Rafael Antonio Pineda: Ani-One Asia Licenses Tales of Wedding Rings, Mashle Season 2, The Weakest Tamer Anime. In: Anime News Network. 4. Januar 2024, abgerufen am 30. Januar 2024 (englisch).
13. 1 2  Sprecherliste. AniSearch, abgerufen am 30. Januar 2024.
14. ↑  Staff & Cast スタッフ・キャスト sutaffu kyasuto. In: saijakutamer-anime.com. Saijaku Tamer, Studio Massket, abgerufen am 30. März 2024 (japanisch, Originalsprecherliste auf der offiziellen Website der Anime von Studio Massket).
15. ↑  The Winter 2024 Anime Preview Guide: The Weakest Tamer Began a Journey to Pick Up Trash. In: Anime News Network. 12. Januar 2024, abgerufen am 30. Januar 2024 (englisch).